# Erwin Pfefferle
Erwin Pfefferle (* 8. Oktober 1880 in Untermünstertal; † 10. August 1961 ebenda) war ein deutscher Maler, Graphiker und Lithograph.
Pfefferles Werke beschäftigen sich überwiegend mit der Landschaftsmalerei des Schwarzwalds. Er war Mitglied der Münchener Künstlergenossenschaft und stellte ab 1912 regelmäßig bei den Münchener Jahresausstellungen im Königlichen Glaspalast aus.

„Wer Erwin Pfefferle in seinen Darbietungen seit einer Reihe von Jahren verfolgt hat, wird immer aufs neue von der Frische und Entschiedenheit überrascht gewesen sein, durch die er sich mit den künstlerischen Aufgaben auseinandersetzt. Vor allem wird das Männliche und Bestimmte seines Schaffens angenehm empfunden werden, das zwar auch einmal derb und herb, nie aber verwegen oder gewaltsam genannt werden kann.“

Erwin Pfefferle war ein Maler, der mit der Natur und den Menschen stets verbunden war und dies auch in seinen Werken zum Ausdruck brachte. Seine künstlerische Laufbahn begann mit der Ausbildung zum Glasmaler und widmete sich danach der Kirchenmalerei, wobei er insbesondere in Westfalen wirkte und dort zahlreiche Kirchen künstlerisch gestaltete.
Nach dem Besuch der Kunstakademie in Karlsruhe, deren Leiter Hans Thoma war, arbeitete er dort als freischaffender Grafiker und Kunstmaler, wobei er auch Reisen in die Schweiz und nach Italien unternahm und seine Eindrücke in zahlreichen Bildern festhielt. In verschiedenen Techniken und Stilrichtungen widmete er sich sowohl den Radierungen und der Schwarz-Weiß-Kunst als auch der Farbmalerei. So entstanden im Laufe seines künstlerischen Schaffens zahlreiche Arbeiten: Grafiken, Radierungen, Holzschnitte, Stiche und Aquarelle. Religiöse Motive kamen bei ihm nicht zu kurz, seine Vorliebe galt jedoch der Landschaftsmalerei, wovon zahlreiche Bilder, darunter auch aus seiner Heimatgemeinde, Zeugnis geben.
Erwin Pfefferle musste in seinem Künstlerleben zahlreiche Rückschläge hinnehmen. Während er im Ersten Weltkrieg verwundet wurde, verlor er im letzten Krieg sein damaliges Atelier in Karlsruhe und damit alle seine Bilder. Dennoch ließ er sich nicht entmutigen, sondern begann in seiner Heimatgemeinde von neuem zu malen und arbeitete bis ins hohe Alter. Die Gemeinde Münstertal ehrte den Kunstmaler bereits im Jahre 1950 mit der Verleihung des Ehrenbürgerrechts.